# Teufaiva Sport Stadium
Le Teufaiva Sport Stadium est un stade multifonction situé aux Tonga, dans la capitale Nuku'alofa sur l'île de Tongatapu.

## Rôle
Il est le terrain principal des équipes des Tonga de football et de rugby à XV.
Le stade est censé accueillir les épreuves Jeux du Pacifique de 2019. Il sera rénové pour l'occasion grâce à une donation de deux millions de dollars de la part du gouvernement néo-zélandais. Cependant, en mai 2017, le gouvernement tongien décide de décliner l'organisation en raison de son incapacité à faire face aux dépenses économiques requises.